# Arrigorriaga
Arrigorriaga è un comune spagnolo di 11 140 abitanti situato nella comunità autonoma dei Paesi Baschi.